# 神泉町
神泉町（日语：／ Shinsenchō */?）是東京都澀谷區的町名。2013年9月30日為止的人口有1,978人。郵遞區號為150-0045。

## 地理
位於澀谷區中西部。北鄰松濤。東接圓山町，南連南平台町，西通目黑區青葉台。此地是宇田川的神泉支流所形成的谷地，町內多坡。幹道沿線高層建築林立，其他地區以住宅為主。有USEN等許多IT產業聚集。

## 歷史
江戶時代，此地屬豐島郡中澀谷村、中豐澤村字神泉谷（やつ）。明治7年（1874年），中豐澤村與中澀谷村合併，之後再與周邊各村合併為南豐島郡（後豐多摩郡）澀谷村大字中澀谷字神泉谷。昭和3年（1928年）編入東京市，成立澀谷區神泉町。昭和45年（1970年）實施住居表示，形成現在的町域。
古時町內的湧水，傳說是空鉢仙人的靈水，稱為「神仙水」。後來結合弘法大師的開湯傳說，開設浴場。明治20年左右，藝者屋「寶屋」開業，與圓山町成為花街。

### 地名由來
根據《江戶砂子》記載，此處湧水是昔日空鉢仙人提煉長生不老藥所使用的靈水，因而得名。是著名的靈泉。

## 交通
町內有京王井之頭線神泉站。步行十多分鐘可達澀谷站。

## 設施
- 國際文化理容美容專門學校澀谷校

## 備註
1. ↑  渋谷区／住民基本台帳・外国人登録による人口 的存檔，存档日期2013-10-13.
2. ↑  渋谷区／地名の由来 的存檔，存档日期2014-01-12.